# أشيل مورات
برنس أشيل مراد (بالفرنسية: Achille Murat) هو كاتب وسياسي أمريكي وفرنسي، ولد في 21 يناير 1801 في الدائرة السابعة في باريس في فرنسا، وتوفي في 15 أبريل 1847 في مقاطعة جيفرسون في الولايات المتحدة.